# Keimungsinduktor
Als Keimungsinduktoren werden physikalische oder chemische Faktoren bezeichnet, die zum Brechen der Keimruhe beitragen. Die Sporen und Samen vieler Organismen keimen häufig erst unter dem Einfluss solcher physikalischen (Licht, Temperatur, Feuchte) oder chemische Faktoren (Pflanzenhormone, Botenstoffe).
So reagieren beispielsweise die Samen parasitischer Pflanzen der Gattungen Orobanche und Striga auf Stoffe, die von Wurzeln ihrer potentiellen Wirtspflanzen im Boden abgegeben werden.

## Chemische Keimungsinduktoren
Mit dem Terpenoid Strigol (Struktur) wurde 1972 erstmals ein solcher Keimungsinduktor aus Baumwollpflanzen identifiziert, der die Keimung von Samen von Striga lutea auslöst.
Seither wurden eine Reihe weiterer Verbindungen ähnlicher Struktur aus verschiedenen Wirten von Orobanche und Striga isoliert und charakterisiert, die allgemein unter dem Begriff Strigolactone zusammengefasst werden. Eine weitere Stoffklasse sind die Karrikine.